# متيم (طائر)
المُتَيَّم أو العَشِيق أو طائر الحب (الاسم العلمي: Agapornis) هو جنس من الببغاوات الصغيرة يشمل تسعة أنواع ثمانية منها تعيش في أفريقيا والتاسع وهو الكانا أو طائر الحب ذو الرأس الرمادية يعيش في جزيرة مدغشقر، وقد سميت بهذا الاسم لمعيشتها في أزواج معظم حياتها وهي تتغذي على الفواكه والخضر والبذور والأعشاب ونوع التاراننا أو ابيسينيان أو طائر الحب ذو الجناح الأسود فيأكل كذلك الحشرات والتين، وطائر الحب سويديرينييس أو ذو الياقة السوداء فلهُ احتياجات غذائية خاصة حيث يتغذي علي نوع معين من التين مما يجعل من الصعب تربيته في الأسر ولذلك فهو النوع الوحيد من طيور الحب الذي لم يرب في الأسر إلى الآن ،باقي الأنواع الثمانية يتم تربيتها في الأسر ،وكذلك يتم الاحتفاظ بطائر واحد كحيوان أليف في بعض الأحيان، وقد ظهر العديد من الطفرات اللونية في الأسر، متوسط عمر الطائر بين 10 أعوام إلى 15 عامًا.

## الوصف
طيور الحب يتراوح طولها بين 13 إلي 17 سم ومن 40 إلي 60 جرام في الوزن، وهي من اصغر الببغاوات في العالم، لها جسد ممتلئ وذيل عريض إلي حد ما، ومنقار كبير نسبيا وقوي، ولون الطائر البري من كل الأنواع التسعة هو الأخضر ولكن يختلف لون الجزء العلوي من الجسد من نوع إلى آخر ويتم التقسيم إلي مجموعة ذوي الحلقة وتشمل أربعة أنواع هي (البيرسوناتا أو البلاك ماسك أو ذو القناع الأسود) الفيشري الليليان (أو النياسا) والنيجريجينيس (أو البلاك شييكد أو ذو الخد الأسود) وثلاثة أنواع أخرى يمكن تمييز الجنس فيها ظاهريا وهي البولاريا التارانتا أو ابيسينيان أو طائر الحب ذو الجناح الأسود وأخيرا طائر الحب روزيكوليس أو ذو القناع الأحمر أو البيتش فاسد وهو يعتبر بين المجموعتين مجموعة ذوي الحلقة والمجموعة التي يمكن تمييز الجنس ظاهريا فيها، ولا يمكن تمييز الجنس ظاهريا في الروزيكوليس.

## الأنواع
| الأنواع            | الأنواع | الأنواع                 | الأنواع                                      |
| الإسم الشائع       | الصورة  | الإسم العلمي            | التواجد                                      |
| ------------------ | ------- | ----------------------- | -------------------------------------------- |
| متيم أصفر الطوق    |         | Agapornis personatus    | جنوب تنزانيا                                 |
| متيم فيشر          |         | Agapornis fischeri      | شمال وشمال شرق بحيرة فكتوريا في جنوب تنزانيا |
| متيم ليليان        |         | Agapornis lilianae      | ملاوي                                        |
| متيم أسود الخدين   |         | Agapornis nigrigenis    | زامبيا                                       |
| متيم قرنفلي الوجه  |         | Agapornis roseicollis   | ناميبيا، جنوب أفريقيا، أنغولا                |
| متيم أسود الجناحين |         | Agapornis taranta       | جنوب إريتريا إلى جنوب غرب إثيوبيا            |
| متيم أحمر الرأس    |         | Agapornis pullarius     | في الجزء الأكبر من أفريقيا الوسطى            |
| متيم أشهب الرأس    |         | Agapornis canus         | مدغشقر                                       |
| متيم أسود الطوق    |         | Agapornis swindernianus | أفريقيا الاستوائية                           |